# フィアット・チンクェチェント
チンクェチェント（Cinquecento）は、イタリアの自動車メーカー、フィアットが製造、販売していたハッチバック型の乗用車である。

## 概要
ポーランドのFSM (Fabryka Samochodów Małolitrażowych) 社でライセンス生産されていた126に代わる小型戦略車として、1991年に登場した。
東欧革命に伴いポーランドでも自家用車の需要が増えると見込んだフィアットが、イタリアにモータリゼーションをもたらした2代目フィアット・500(NUOVA 500)にあやかり、その再来をポーランドにという意味を込めてネーミングしたと言われる。この読みは当たり、イタリアにおいてもパンダの下位を担うエントリーカーとして人気を博した。名称は500という数字ではなく、イタリア語読みのCinquecentoとアルファベットで綴られる。
ボディは3ドアハッチバックで、コンパクトな直線基調のデザインを持つ。エンジンは704 cc 直列2気筒キャブレターと、903 cc 直列4気筒インジェクションの2種類。このほか、電気自動車仕様の「エレットラ」(Elettra)というグレードも存在した。
1993年、903 ccエンジンが899 ccエンジンに変更される。
1994年、プント用の1.1 Lエンジンを搭載したスポーティグレード「スポルティング」が追加。
1998年、後継となるセイチェントの登場により生産を終了した。なお、セイチェントはシャーシやエンジンといった主要コンポーネント類をチンクェチェントからそのままキャリーオーバーしている。総生産台数は1,164,525台。
日本には正規輸入されなかったが、並行輸入で上陸した個体が少数存在する。

## モータースポーツ

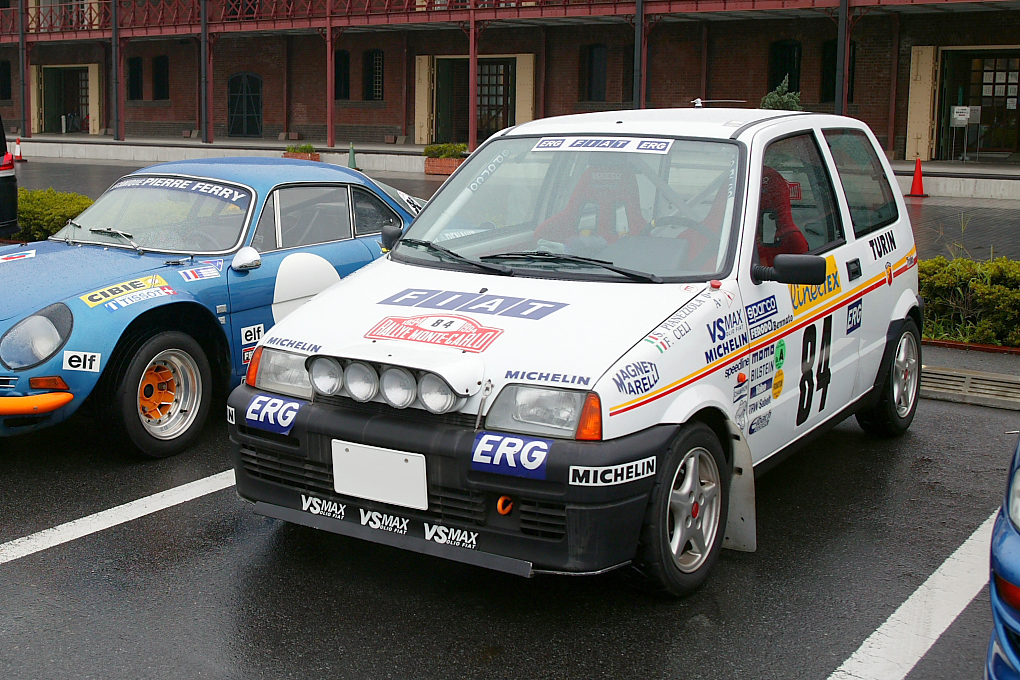
チンクェチェント・トロフェオ

フィアットはこのチンクェチェントをベースとしてチンクェチェント・トロフェオというワンメイクラリー専用車両を製作し、1993年からイタリアをはじめドイツやスペインでシリーズ戦が開催された。この車両はNUOVA 500時代からスポーツ車両を手がけてきたアバルトを前身とするフィアット・アウト・コルセが開発を担当している。アバルトの開発コードナンバーはSE054。
チンクェチェント・トロフェオはキットパーツで販売される方式が採られ、経済的に余裕のない若手ドライバーが少ない費用でレースに参戦できるように配慮されていた。具体的な内容としてはビルシュタイン製ダンパーやスピードライン製ホイール、ロールケージやフルバケットシート、4点式シートベルト等が組み込まれ、ノーズには4連の補助灯が追加される。エンジンはノーマルの903 cc 水冷直列4気筒OHVをベースに10.2:1まで圧縮比を高め、最高出力55 PSを発生する。
セイチェントをベースとしたセイチェント・スポルティング・トロフェオが1998年に登場するまで、その役割を果たした。